# Душан Каличанин
Душан Каличанин (Ниш, 14. септембар 1985) српски је глумац, водитељ и балетан.

## Биографија
Рођен је 14. септембра 1985. године у Нишу, где је завршио основну и средњу школу. Тренирао је карате 5 година, а успешно се бавио и стрељаштвом. Након ужег избора на ФДУ у којем није примљен, уписао је Факултет уметности Приштина, одсек глума у класи Светозара Рапајића, а дипломирао је у класи Милана Плећаша. Учествовао је на 20. Светском конгресу Игре у Атини 2006. године и започео паралелно и балетску каријеру. Позоришна публика највише га познаје из улога које је остварио у насловима Позоришта на Теразијама. Активно одржава и своје медијско појављивање у телевизијским серијама и другим форматима често користећи перформанс за медијске експерименте и истраживања везана за његове мастер студије Културе и медија.

## Улоге

### Позоришне представе
| Представа                   | Улога                  | Текст                 | Драматургија /адаптација/          | Режија               | Позориште                   | Премијера           |
| --------------------------- | ---------------------- | --------------------- | ---------------------------------- | -------------------- | --------------------------- | ------------------- |
| Маратонци трче почасни круг |                        | Душан Ковачевић       | Кокан Младеновић                   | Кокан Младеновић     | Позориште на Теразијама     | 25. мај 2008.       |
| La strada                   | Факир, сват, пролазник | Федерико Фелини       | Славенко Салетовић                 | Славенко Салетовић   | Позориште на Теразијама     | 3. октобар 2009.    |
| Грк Зорба                   |                        | Никос Казанцакис      | Предраг Перишић Слободан Обрадовић | Михаило Вукобратовић | Позориште на Теразијама     | 29. јул 2011.       |
| Продуценти                  |                        | Мел Брукс Томас Михен | Мел Брукс Томас Михен              | Југ Радивојевић      | Позориште на Теразијама     | 7. октобар 2011.    |
| Главо луда                  |                        | Никола Булатовић      | Даница Николић                     | Никола Булатовић     | Позориште на Теразијама     | 28. септембар 2012. |
| Зона Замфирова              |                        | Стеван Сремац         | Стеван Сремац                      | Кокан Младеновић     | Позориште на Теразијама     | 9. новембар 2012.   |
| Пјеро Месечар / Ленц        |                        | Георг Бихнер          | Јован Ковачевић                    | Александар Николић   | Опера и театар Мадленијанум | 5. март 2013.       |
| Виктор Викторија            | гост, новинар, Џук     | Блејк Едвардс         | Блејк Едвардс                      | Михаило Вукобратовић | Позориште на Теразијама     | 11. јун 2014.       |
| Mamma Mia!                  |                        | Кетрин Џонсон         | Слободан Обрадовић                 | Михаило Вукобратовић | Позориште на Теразијама     | 27. март 2015.      |
| Sweet Charity               | конобар, човек са псом | Нил Сајмон            | Жељко Јовановић Слободан Обрадовић | Михаило Вукобратовић | Позориште на Теразијама     | 29. јануар 2016.    |
| Мистер Долар                | Лулу                   | Бранислав Нушић       | Жељко Мијановић                    | Владимир Лазић       | Позориште на Теразијама     | 10. фебруар 2017.   |
| Фантом из опере             | господин Рејер         | Гастон Леру           | Ричард Стилго Ендру Лојд Вебер     | Југ Радивојевић      | Позориште на Теразијама     | 7. октобар 2017.    |
| Страх од лептира            | Мерлинка               | Галина Максимовић     | Исидора Гонцић                     | Исидора Гонцић       | Театар Вук                  | 16. септембар 2019. |
| Фемкање                     | Фема                   | Јордан Цветановић     | Исидора Гонцић                     | Исидора Гонцић       | Театар Вук                  | 25. март 2022.      |

### Филмографија
| Год.       | Назив                  | Улога                      |
| ---------- | ---------------------- | -------------------------- |
| 2005.      | Дангубе!               | Јанко                      |
| 2008—2009. | Горки плодови          | трансвестит                |
| 2009.      | Јесен стиже, Дуњо моја | Вили                       |
| 2009—2010. | Грех њене мајке        | Воја                       |
| 2009.      | Бела лађа              | фризер                     |
| 2010—2011. | Мирис кише на Балкану  | удварач                    |
| 2011.      | Парада                 | активиста 3                |
| 2017—2019. | Истине и лажи          | Јован Хаџиславковић Јоца   |
| 2019.      | Јунаци нашег доба      | конобар у казину           |
| 2021.      | Коло среће             | Виктор Драгић „Вики Масаж” |
| 2022-2023. | Од јутра до сутра      | Боби                       |